# Planes (kommunhuvudort)
Planes är en kommunhuvudort i Spanien.   Den ligger i provinsen Provincia de Alicante och regionen Valencia, i den östra delen av landet, 300 km sydost om huvudstaden Madrid. Planes ligger 443 meter över havet och antalet invånare är 798.
Terrängen runt Planes är kuperad. Runt Planes är det glesbefolkat, med 9 invånare per kvadratkilometer. Närmaste större samhälle är Alcoy, 14,4 km sydväst om Planes. 